# HMS Daring (D32)
HMS «Дерінг» (D32) (англ. HMS Daring (D32)) — ракетний есмінець, головний в сеії з шести есмінців типу 45, або класу Daring Королівського військово-морського флоту Великої Британії, і сьомий корабель, що має таку назву. Призначений для охорони авіаносців на переході морем, забезпечення протиповітряної (ППО) та протичовнової (ПЧО) оборони, боротьба з надводними кораблями противника, завдання ударів по берегових цілях. Як провідний корабель першого класу есмінців, починаючи з есмінців типу 42, побудованих в 1970-х роках, HMS Daring привернув значну увагу засобів масової інформації та громадськості. Його ім'я («Відважний»), герб і девіз — відсилання до легендарного римського юнака Гая Муція Сцеволи, відомому своєю хоробрістю.

## Будівництво
Контракт на будівництво був підписаний в грудні 2000 року. Будівництво велося на корабельні компанії BAE Systems Naval Ships на річці Клайд в Глазго.
Закладка кіля під будівельним номером 1 061 відбулася 28 березня 2003 року. 1 лютого 2006 року було спущено на воду. У 2007 і 2008 році на річці Клайд проводилися ходові випробування. У грудні 2008 року есмінець був переданий Королівському флоту. У січні 2009 року корабель вперше прибув в порт приписки Портсмут. 23 липня 2009 року був офіційно введений в експлуатацію.

## Бойова служба

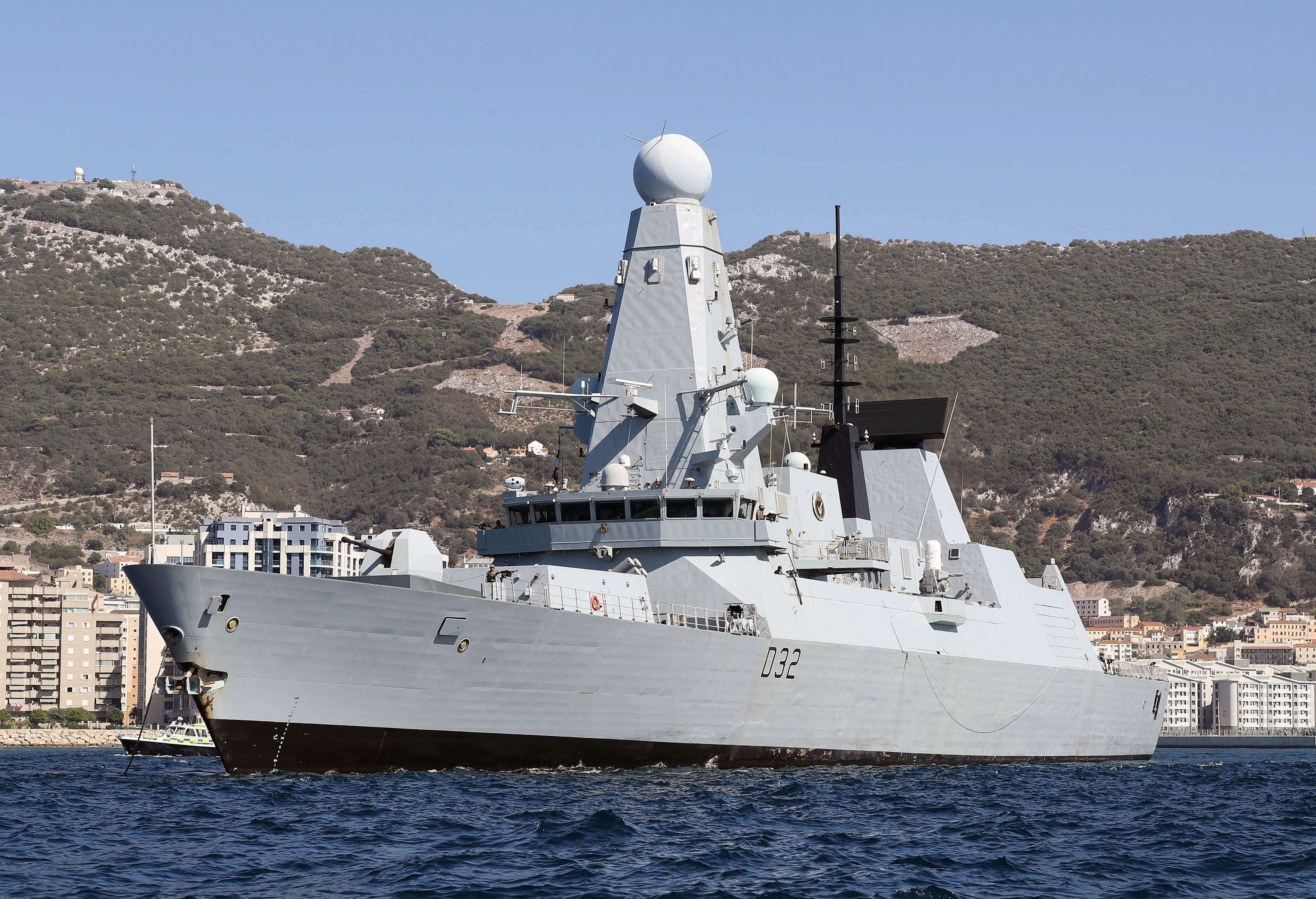
Відвідування Гібралтару в 2016 році

У травні 2011 року Daring здійснив свої перші стрільби Sea Viper на Зовнішніх Гебридських островах після декількох років випробувань. У тому ж році корабель був оснащений двома Mark 15 Phalanx CIWS, встановленими з обох боків надбудови.
У січні 2012 року Daring був розгорнутий в Перській затоці, замінивши фрегат HMS Argyll. У лютому 2012 року, в рамках розгортання в Перській затоці, він приєднався до операції «Скімітар Анзак» по боротьбі з піратством в Червоному морі і Аденській затоці. Ця міжнародна операція включала допоміжне судно RFA Wave Knight, фрегат Королівського австралійського ВМФ HMAS Parramatta і PNS Babur ВМФ Пакистану. Daring діяв як командний корабель для всіх судів . Під час бойових дій у Перській затоці і на півночі Аравійського моря він діяв в складі 1-й і 9-й авіаносних ударних груп ВМС США.
11 листопада 2013 року есмінець був спрямований на Філіппіни, для надання гуманітарної допомоги постраждалим від тайфуну Хайянь. До повернення до Сполученого Королівства есмінець відвідав порти Японії Південній Кореї, Китаї, В'єтнам Таїланд та Малайзії.
2 вересня 2016 року залишив порт приписки Портсмут і вирушить у Перську затоку, де буде захищати американські авіаносці, що беруть участь в кампаніях проти ІГ в Сирії та Іраку. У квітні 2017 завершив розгортання на Близькому Сході, де його змінив фрегат HMS «Monmouth» (F235). 24 квітня пройшов транзитом протоку Босфор і увійшов в Чорне море. З 25 по 27 квітня перебуватиме з візитом в порту Констанца, Румунія. З 27 по 29 квітня перебував з неофіційним візитом в порту Варна, Болгарія. 30 квітня покинув акваторію Чорного моря. За повідомленням від 12 травня повернувся в порт приписки Портсмут.
Станом на липень 2019 року Daring знаходиться на приколі з 2017 року в очікуванні ремонту.